# بلاد الهبط
بلاد الهبط أو بلاد الفحص أو منطقة جبالة هي تسميات تاريخية لتقسيم جغرافي للمنطقة الغربية من جبال الريف شمال غرب المغرب تقع اليوم ضمن جهة طنجة تطوان الحسيمة وبالتحديد عمالات وأقاليم: تطوان، الفحص أنجرة،عمالة طنجة أصيلة، عمالة المضيق الفنيدق، شفشاون، إقليم وزان.

## تاريخ
يعود استخدام تسمية بلاد الهبط لعصر الموحدين، فقد ذكر المؤرخ أبو بكر بن علي الصنهاجي عند وصفه تحركات الخليفة الموحدي عبد المؤمن بن علي قوله: "جاز الخليفة من المعمورة هابطا إلى الهبط"، واستمر تداول التسمية بعد ذالك خلال العصر المريني، الذي تميز بظهور تسمية بلاد الفحص. وجرى تداول الاسمين معا خلال حكم الوطاسيين، ثم السعديين. وفي عهد سلطان مولاي اسماعيل ثم تغيير الاسم لـ“إقليم جبالة والفحص” وذالك سنة 1672م، جرى بعد ذالك تدريجيا ابتداءا من أواخر القرن التاسع عشر اعتماد اسم جبالة.